# Ally (Haute-Loire)
Ally ist eine französische Gemeinde im Département Haute-Loire in der Region Auvergne-Rhône-Alpes. Sie gehört zum Arrondissement Brioude und zum Kanton Pays de Lafayette.
Ally ist umgeben von den Nachbargemeinden Mercœur, Villeneuve-d’Allier, Blassac, Saint-Cirgues, Saint-Austremoine, Chazelles, Rageade und Celoux.
Ally besitzt eine Reihe von historischen Windmühlen aus dem ersten Viertel des 19. Jahrhunderts, die zum Teil unter Denkmalschutz gestellt wurden. Daneben existiert seit 2000 der Windpark Ally-Mercoeur mit 26 Windturbinen mit einer Nennleistung von 39 MW.

## Bevölkerungsentwicklung
| Jahr                       | 1962 | 1968 | 1975 | 1982 | 1990 | 1999 | 2008 | 2017 |
| -------------------------- | ---- | ---- | ---- | ---- | ---- | ---- | ---- | ---- |
| Einwohner                  | 424  | 376  | 292  | 279  | 237  | 222  | 173  | 139  |
| Quellen: Cassini und INSEE |      |      |      |      |      |      |      |      |